# Arrondissement de Saint-Lô
L'arrondissement de Saint-Lô est une division administrative française, située dans le département de la Manche et la région Normandie. Son chef-lieu est Saint-Lô, qui a le rang de préfecture.

## Histoire
Créé le 17 février 1800, il se substitue à l'ancien district de Saint-Lô supprimé en 1795, et qui comprenait 9 cantons.
Le canton de Villedieu-les-Poêles est dans l'arrondissement de Saint-Lô depuis 1926, avant il appartenait à l'arrondissement d'Avranches.
Le canton de Cerisy-la-Salle, qui avait intégré l'arrondissement de Saint-Lô en 1926 en provenance de l'arrondissement de Coutances, est retourné dans ce dernier en 1963.
En décembre 2015, les communes de Angoville-au-Plain et Houesville sont intégrées à l’arrondissement de Saint-Lô pour clarifier administrativement la commune nouvelle de Carentan-les-Marais.
Le 1er janvier 2017, à la suite de la réforme des collectivités territoriales, les périmètres des arrondissements de la Manche sont modifiés par arrêté du 13 décembre 2016. L'arrondissement de Saint-Lô cède les communes d'Auxais et Raids à l'arrondissement de Coutances et en récupère la commune du Lorey.
Les limites départementales, d'arrondissements et cantonales sont modifiées par décret du 26 décembre 2017 :  le territoire communal de Pont-Farcy est rattaché au département de la Manche le 1er janvier 2018 en vue de l'extension de la commune nouvelle de Tessy-Bocage.

## Composition

### Composition avant 2016
Jusqu'au 31 décembre 2016, l'arrondissement était composé des communes des onze anciens cantons suivants :
- canton de Canisy ;
- canton de Carentan ;
- canton de Marigny ;
- canton de Percy ;
- canton de Saint-Clair-sur-l'Elle ;
- canton de Saint-Jean-de-Daye ;
- canton de Saint-Lô-Est ;
- canton de Saint-Lô-Ouest ;
- canton de Tessy-sur-Vire ;
- canton de Torigni-sur-Vire ;
- canton de Villedieu-les-Poêles.

### Découpage communal depuis 2015
Depuis 2015, le nombre de communes des arrondissements varie chaque année soit du fait du redécoupage cantonal de 2014 qui a conduit à l'ajustement de périmètres de certains arrondissements, soit à la suite de la création de communes nouvelles. Le nombre de communes de l'arrondissement de Saint-Lô est ainsi de 122 en 2015, 102 en 2016, 93 en 2017 et 87 en 2019.
Au 1er janvier 2024, l'arrondissement groupe les 87 communes suivantes :
1. Agneaux
2. Airel
3. Amigny
4. Auvers
5. La Barre-de-Semilly
6. Baudre
7. Beaucoudray
8. Bérigny
9. Beslon
10. Beuvrigny
11. Biéville
12. La Bloutière
13. Bourguenolles
14. Bourgvallées
15. Canisy
16. Carantilly
17. Carentan-les-Marais
18. Cavigny
19. Cerisy-la-Forêt
20. Champrepus
21. Chérencé-le-Héron
22. La Colombe
23. Condé-sur-Vire
24. Couvains
25. Dangy
26. Le Dézert
27. Domjean
28. Fleury
29. Fourneaux
30. Gouvets
31. Graignes-Mesnil-Angot
32. Le Guislain
33. La Haye-Bellefond
34. Lamberville
35. La Lande-d'Airou
36. Le Lorey
37. La Luzerne
38. Margueray
39. Marigny-Le-Lozon
40. Maupertuis
41. La Meauffe
42. Méautis
43. Le Mesnil-Amey
44. Le Mesnil-Eury
45. Le Mesnil-Rouxelin
46. Le Mesnil-Véneron
47. Montabot
48. Montbray
49. Montrabot
50. Montreuil-sur-Lozon
51. Moon-sur-Elle
52. Morigny
53. Moyon Villages
54. Percy-en-Normandie
55. Le Perron
56. Pont-Hébert
57. Quibou
58. Rampan
59. Remilly Les Marais
60. Saint-Amand-Villages
61. Saint-André-de-Bohon
62. Saint-André-de-l'Épine
63. Sainte-Cécile
64. Saint-Clair-sur-l'Elle
65. Saint-Fromond
66. Saint-Georges-d'Elle
67. Saint-Georges-Montcocq
68. Saint-Germain-d'Elle
69. Saint-Gilles
70. Saint-Jean-de-Daye
71. Saint-Jean-d'Elle
72. Saint-Jean-de-Savigny
73. Saint-Lô
74. Saint-Louet-sur-Vire
75. Saint-Martin-de-Bonfossé
76. Saint-Pierre-de-Semilly
77. Sainte-Suzanne-sur-Vire
78. Saint-Vigor-des-Monts
79. Terre-et-Marais
80. Tessy-Bocage
81. Thèreval
82. Torigny-les-Villes
83. Tribehou
84. La Trinité
85. Villebaudon
86. Villedieu-les-Poêles-Rouffigny
87. Villiers-Fossard

## Démographie
En 2022, l'arrondissement comptait 103 850 habitants.
| 1968   | 1975   | 1982   | 1990   | 1999   | 2006   | 2011    | 2016    | 2021    |
| ------ | ------ | ------ | ------ | ------ | ------ | ------- | ------- | ------- |
| 90 041 | 93 760 | 96 920 | 96 616 | 96 483 | 98 764 | 100 921 | 102 865 | 103 820 |

| 2022    | - | - | - | - | - | - | - | - |
| ------- | - | - | - | - | - | - | - | - |
| 103 850 | - | - | - | - | - | - | - | - |

## Le conseil d'arrondissement
Il existait des conseillers d'arrondissement en 1897 et de 1937 à 1940.
| Canton                 | Identité              | Commune domicile        | Qualité              |
| ---------------------- | --------------------- | ----------------------- | -------------------- |
| Canisy                 | André                 | La Mancellière-sur-Vire | Maire                |
| Carentan               | Leperdriel            | Carentan                | Gérant de propriétés |
| Marigny                | Rauline               | Remilly-sur-Lozon       | Maire                |
| Percy                  | Duboscq               | Percy                   | Adjoint au maire     |
| Saint-Clair-sur-l'Elle | Manoury               | Saint-Clair-sur-l'Elle  | Vétérinaire          |
| Saint-Jean-de-Daye     | d'Osseville           | Le Hommet-d'Arthenay    | Maire                |
| Saint-Lô               | Leturc                | Saint-Lô                | Médecin              |
| Tessy-sur-Vire         | Lemélorel des Montils | Tessy-sur-Vire          | Propriétaire         |
| Torigny-sur-Vire       | Gohier                | Torigny-sur-Vire        | Notaire              |

| Canton                 | Identité       | Commune domicile           | Qualité     |
| ---------------------- | -------------- | -------------------------- | ----------- |
| Canisy                 | Lepelletier    | Canisy                     |             |
| Carentan               | Perrier        | Carentan                   | Vétérinaire |
| Marigny                | Hardy          | Saint-Gilles               | Maire       |
| Percy                  | Le Brun        | Percy                      | Maire       |
| Saint-Clair-sur-l'Elle | Godin fils     | Cerisy-la-Forêt            | Agriculteur |
| Saint-Jean-de-Daye     | Philippe       | Le Mesnil-Véneron          |             |
| Saint-Lô               | Onésime Périer | Saint-Lô                   | Maire       |
| Tessy-sur-Vire         | Friteau        | Saint-Louet-sur-Vire       | Maire       |
| Torigny-sur-Vire       | Tirard         | Le Perron                  | Maire       |
| Villedieu-les-Poêles   | Mauviel        | Saultchevreuil-du-Tronchet | Maire       |